# Даніел Кауфманн
Даніел Кауфманн (нім. Daniel Kaufmann, нар. 22 грудня 1990) — ліхтенштейнський футболіст, захисник клубу «К'яссо» та національної збірної Ліхтенштейну.

## Клубна кар'єра
Народився 22 грудня 1990 року. Вихованець футбольної школи клубу «Бальцерс». Дорослу футбольну кар'єру розпочав 2008 року в основній команді того ж клубу, в якій провів три сезони, взявши участь у 35 матчах чемпіонату.
Протягом 2011—2012 років захищав кольори команди «Ешен-Маурен».
Своєю грою за останню команду привернув увагу представників тренерського штабу клубу «Вадуц», до складу якого приєднався 2012 року. Відіграв за клуб з Вадуца наступні чотири сезони своєї ігрової кар'єри, після чого влітку 2016 року на правах оренди перейшов у швейцарський «К'яссо». Відтоді встиг відіграти за команду з К'яссо 11 матчів в національному чемпіонаті.

## Виступи за збірну
2010 року дебютував в офіційних матчах у складі національної збірної Ліхтенштейну. Наразі провів у формі головної команди країни 39 матчів, забивши 1 гол.

## Досягнення
- Володар Кубку Ліхтенштейну (5): 2011/12, 2012/13, 2013/14, 2014/15, 2015/16.